# 古井千恵美
古井 千恵美（ふるい ちえみ、1973年10月18日 - ）は、日本の元女子バレーボール選手。

## 来歴
滋賀県愛荘町出身。近江高校を経て、JTに入団。その後当時の東芝シーガルズに移籍し、東芝シーガルズ休部後、クラブチームのシーガルズで活躍。
2002年に現役を引退。その後、母校近江高校にてコーチを務め、2008年より再度岡山シーガルズにて現役復帰するも、2009年6月に現役引退、郷里滋賀県で再びコーチに復帰した。

## 人物・エピソード
- 現役を退いたあと、母校でコーチの傍ら同校OGでつくるクラブチーム「OHMI WEEDS」でプレーを続けていたが、2008年8月、クラブでの試合中に心臓発作を経験、手術。これを転機に古傷だった膝も治療。自身を見つめなおす為、再びシーガルズで第一線のバレーボールに身を投じる。
- 2008年再入団時、同期となった近江高校出身の川畑愛希、翌年入団した丸山亜季は自身の教え子である。

## 所属チーム
- 近江高校
- JT（1992-1993年）
- 東芝/東芝シーガルズ（1993-?）
- シーガルズ/岡山シーガルズ（2000-2002年、2008-2009年）